# Pracuúba
Pracuúba é um município brasileiro localizado no centro-leste do estado do Amapá. Sua população, estimada pelo Instituto Brasileiro de Geografia e Estatística (IBGE), era de 4 404 habitantes em 2014, e sua área é de 4.957 km², o que resulta numa densidade demográfica de 0,52 hab/km².

## Organização politico-administrativa
O Município de Pracuúba possui uma estrutura politico-administrativa composta pelo Poder Executivo, chefiado por um prefeito eleito por sufrágio universal, auxiliado diretamente por secretários municipais nomeados por ele, e pelo Poder Legislativo, institucionalizado pela Câmara Municipal de Pracuúba, órgão colegiado de representação dos munícipes que é composto por vereadores também eleitos por sufrágio universal.

### Atuais autoridades municipais de Pracuúba
- Prefeito: Antonio Carlos Leite de Mendonça Junior - REPU (2021/-)[6]
- Vice-prefeito: Elemar Dias de Moraes - PSDB (2021/-)[6]
- Presidente da Câmara: Lidiane Nunes - PROS (2023/-).[7]